# Ford Taunus
Ford Taunus is de aanduiding voor een middenklasse-auto van de Duitse autofabriek Ford-Werke AG in Keulen van de Amerikaanse autofabrikant Ford Motor Company. De naam Taunus komt van een Duits gebergte, zoals dat ook bij een ander model, de Ford Eifel (1935 en 1939), het geval was. 
Tot 1967 werd Taunus gebruikt als de merknaam voor alle Duitse automodellen van Ford Europa. Er bestonden destijds Duitse Ford-modellen Taunus 12M, 15M en 17M en een bestelwagen die "FK 1000" (Ford Köln) en later "Ford Taunus Transit" heette. 
Met de introductie van de Ford Taunus type P7 in 1967 werd het beleid gewijzigd. De merknaam werd Ford en Taunus werd de modelaanduiding. Reeds bestaande modellen werden omgedoopt tot Ford 12M, Ford 15M, Ford 17M, Ford 20M, Ford 26M en Ford Transit. De letter M staat voor "Meisterstück" of "Masterpiece". 
Modellenoverzicht:
- Ford Taunus G93A / 10M[1] (1939–1942 / 1948–1952) "Bochel"
- Ford Taunus G13 12M / 15M (1952–1962) "Wereldbolletje"
- Ford Taunus Taunus 17M (1957–1960) "Barok"
- Ford Taunus P3 17M (1960–1964) "Badkuip"
- Ford Taunus P4 12M (1962–1966)
- Ford Taunus P5 17M (1964–1967)
- Ford Taunus P6 12M (1966–1970)
- Ford (Taunus) P6 15M (1967–1971)
- Ford P7 17M / 20M / 26M (1967–1971)
- Ford Taunus TC1 1.3 1.6 2.0 2.3 (1970–1975)
- Ford Taunus TC2 1.3 1.6 2.0 2.3 (1976–1979)
- Ford Taunus TC3 1.3 1.6 2.0 2.3 (1979–1983)

Nadat Ford in 1969 de populaire Ford Capri had geïntroduceerd werd in 1970 de modelnaam Taunus nieuw leven in geblazen voor een Europese middenklasser. Nagenoeg hetzelfde model werd gelijktijdig in Engeland geproduceerd onder de naam Ford Cortina. Vandaar de modelcode voor deze reeks TC (Taunus Cortina). 
De reeks kenmerkte zich door ruime keus in uitvoeringen: L, XL, GT en GXL - later tijdelijk L, GL, S, en Ghia - en vanaf 1979 Standaard, L, GL en Ghia. Op de laatste uitvoeringen was een sportpakket leverbaar. De uitvoeringen heetten LS, GLS en Ghia S. Het populairste model werd de 2-deurs "coupe" die in Europa van 1970 tot 1975 geproduceerd werd.
Tot 1976 waren de Engelse TC-modellen nog zichtbaar, maar vanaf de introductie van type "TC 2" waren ze bijna identiek aan elkaar. De stationuitvoering van de Duitse Taunus TC werd Turnier genoemd, de Engelse Cortina TC-versie heette de Estate. Vanaf 1979 kwam de TC3 uit; deze verschilde slechts in details van de TC2. De TC3 kreeg vergrote achterlichten en knipperlichten opzij. In 1983 rolde de laatste Taunus van de band. 
Voor introductie in de TC werd van de Amerikaanse Ford Pinto-motor een Europese viercilindermotor met bovenliggende nokkenas (OHC) afgeleid. Ook kon de auto met de bestaande V6 Cologne-motor vanuit Keulen worden geleverd.
Ford Europa stond in deze periode bekend om een ruime keuze aan motoren en de hiermee verbonden wilde uitrustingsaanduidingen als L, LS, S, XL, XLR, GT, GTS, GTX, GTXL, GTXLR en GTSLR.
- 1,3 l, 55 pk, 4-cilinderlijn OHC
- 1,5 l, 65 pk, V4 OHC
- 1,6 l, 68 pk, 4-cilinderlijn OHC
- 1,6 l, 72 pk, 4-cilinderlijn OHC
- 1,6 l, 88 pk, 4-cilinderlijn OHC
- 1,7 l, 65 pk, V4 OHC
- 2,0 l, 90 pk, V6 OHC
- 2,3 l, 108 pk, V6 OHC

Opvolger van de Taunus in 1983 werd de Ford Sierra, die vervolgens in 1993 door de voorwielaangedreven Ford Mondeo werd opgevolgd.
De Taunus is geproduceerd in Keulen en Genk en later ook in Turkije en Argentinië, wat in de jaren tachtig de hier zeldzame Coupé opleverde. Het Turkse Otosan, dat de Taunus in licentie bouwde, leverde midden jaren negentig een versie met afwijkende uiterlijke details en onder meer airconditioning.

## Galerij

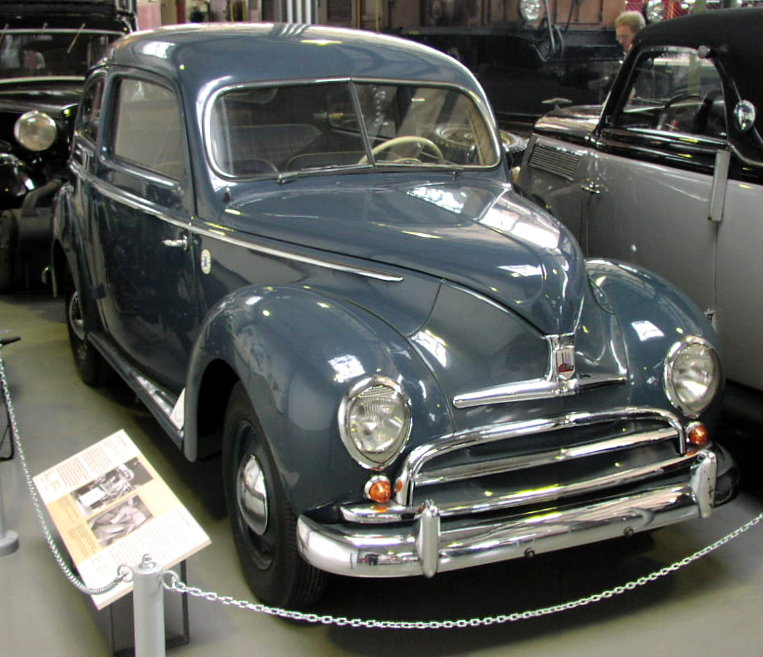
Ford G93A Taunus 10M 1949
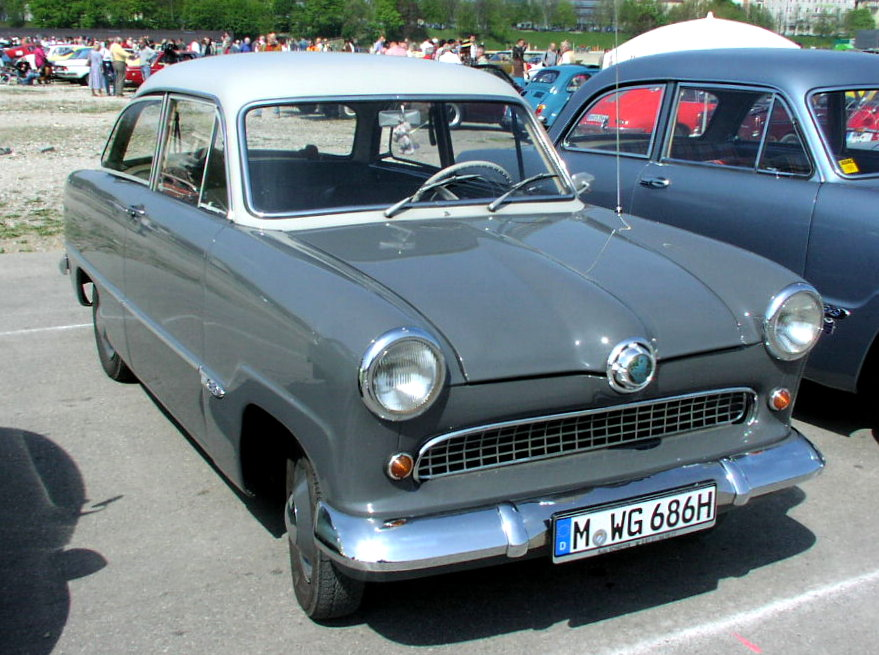
Ford G13 Taunus 12M 1952 "Wereldbol"
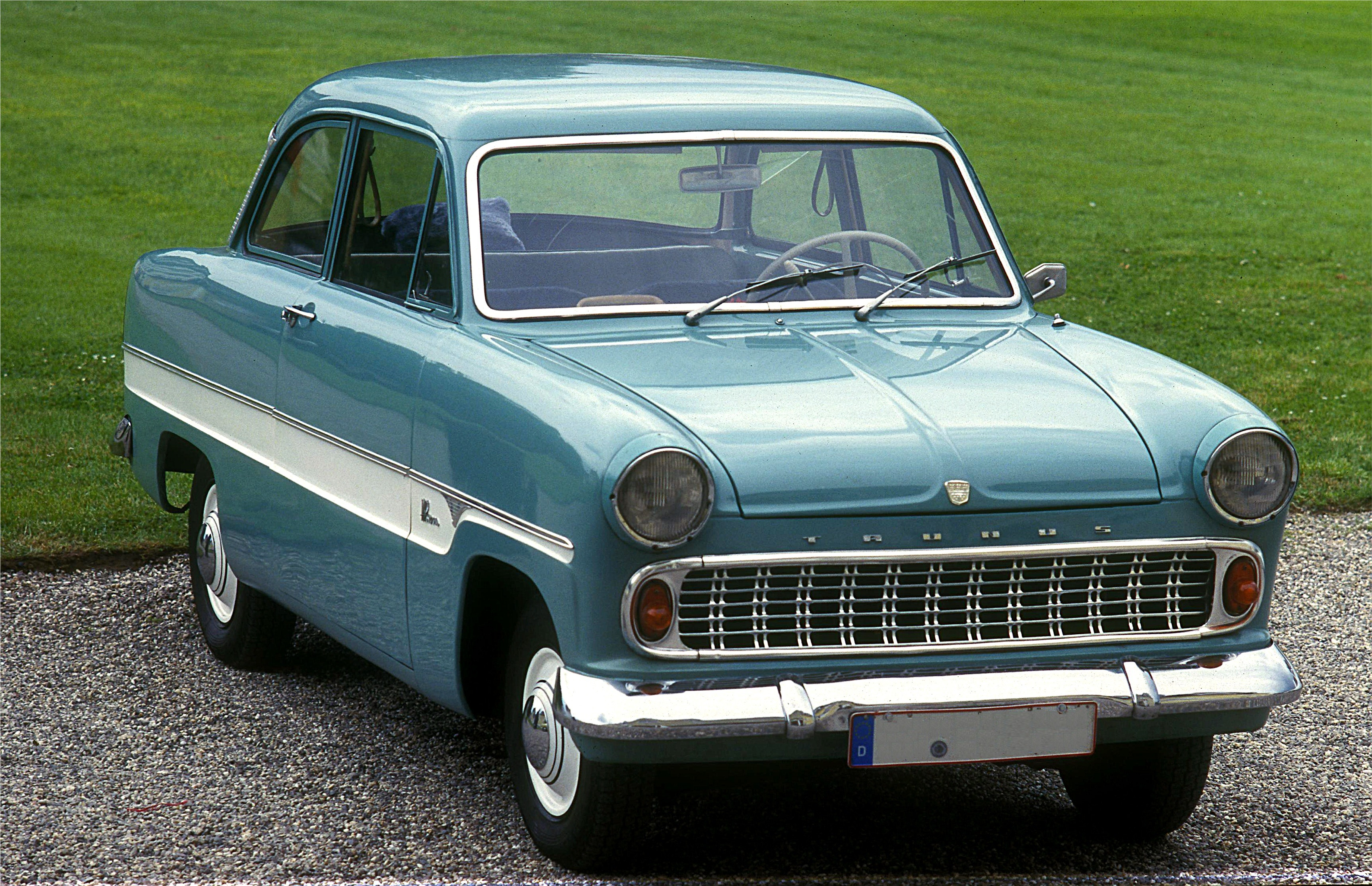
Ford Taunus 12M model 1959/1962
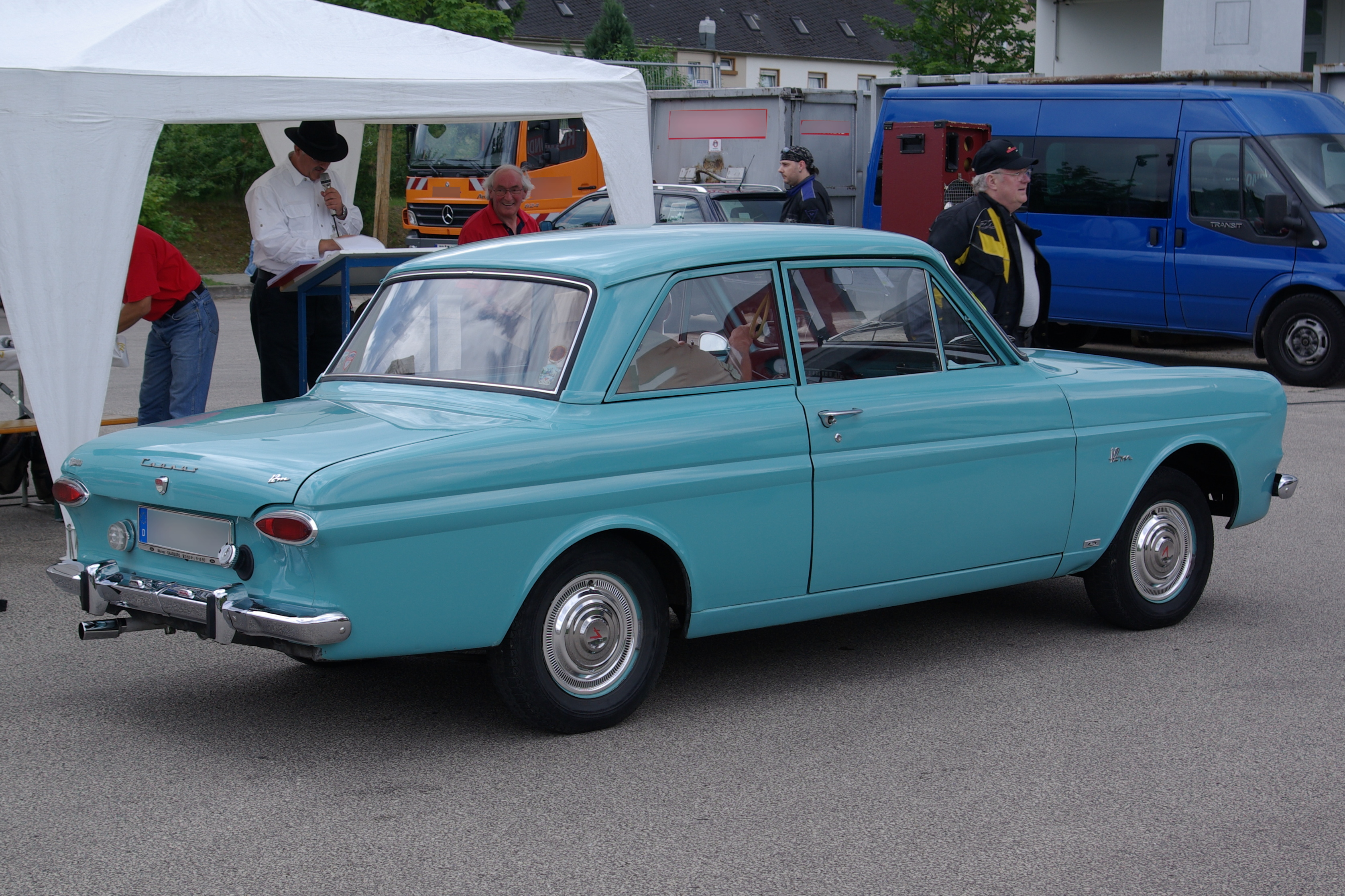
Ford P4 Taunus 12M 1965
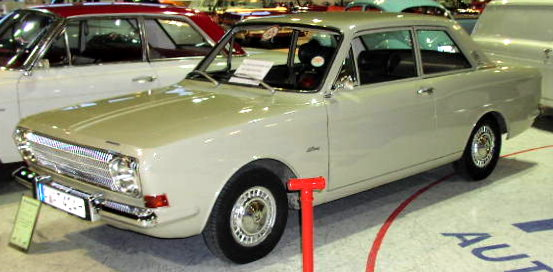
Ford P6 Taunus 12M 1966
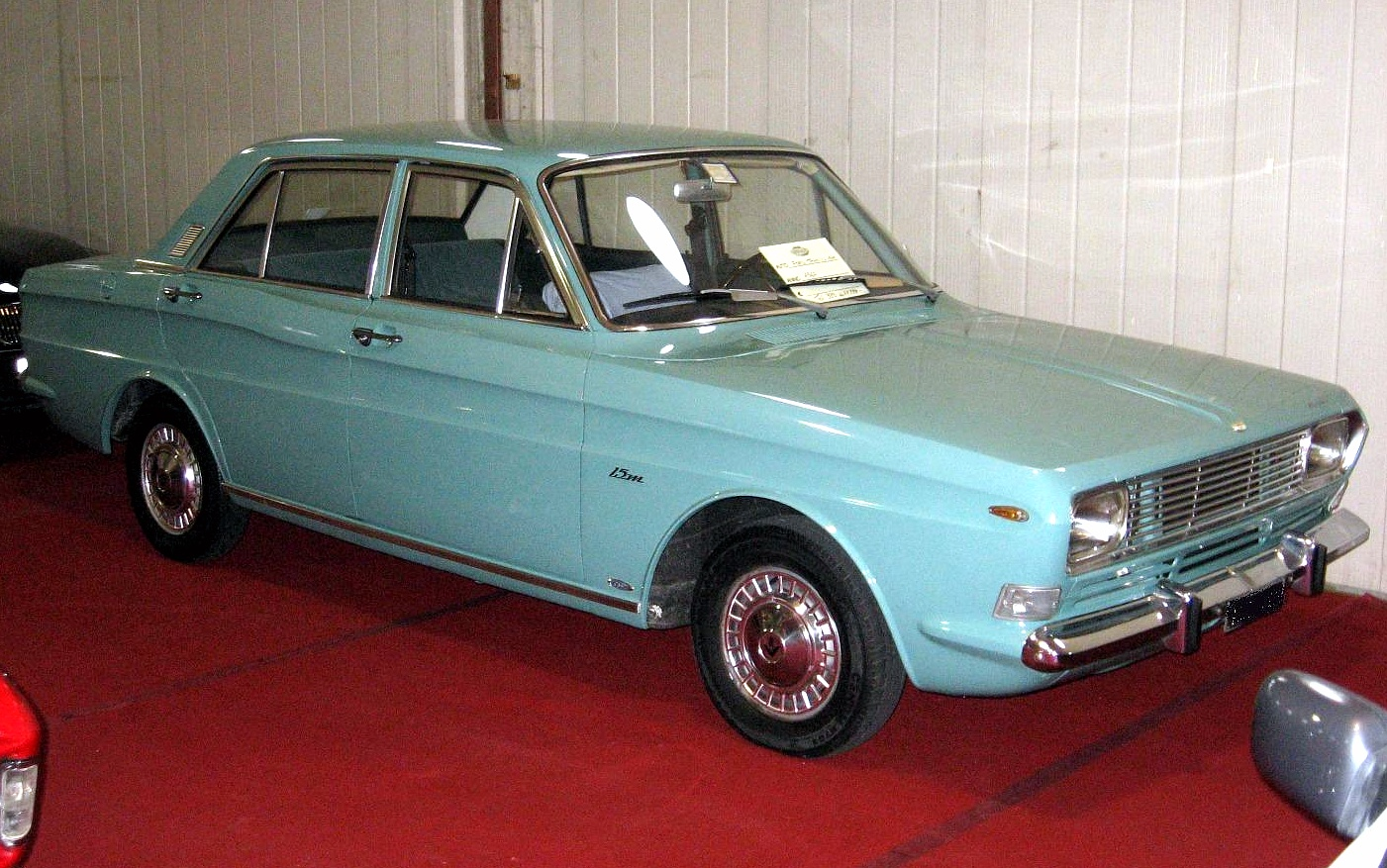
Ford P6 Taunus 15M 1967
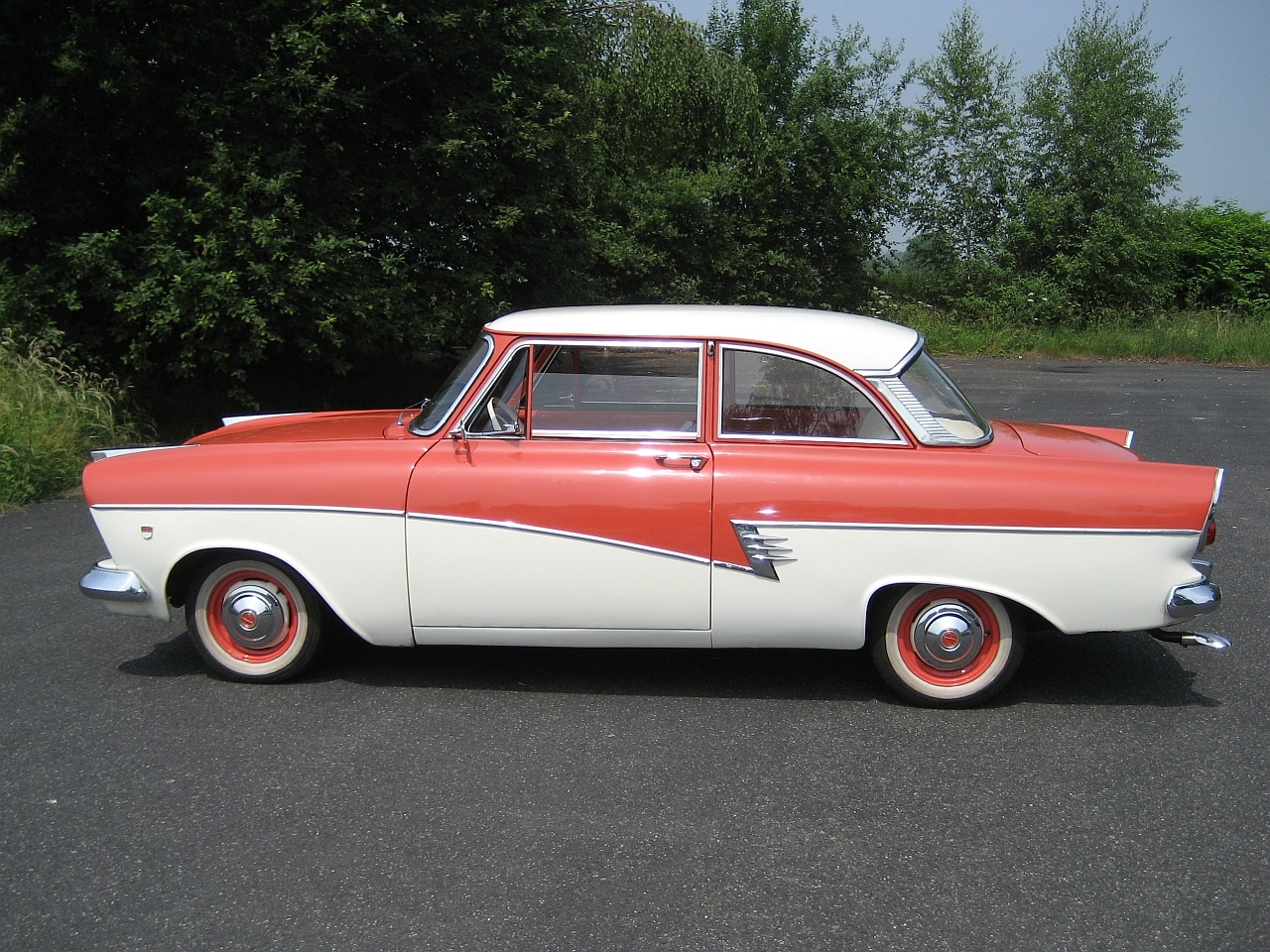
Ford P2 Taunus 17M 1958
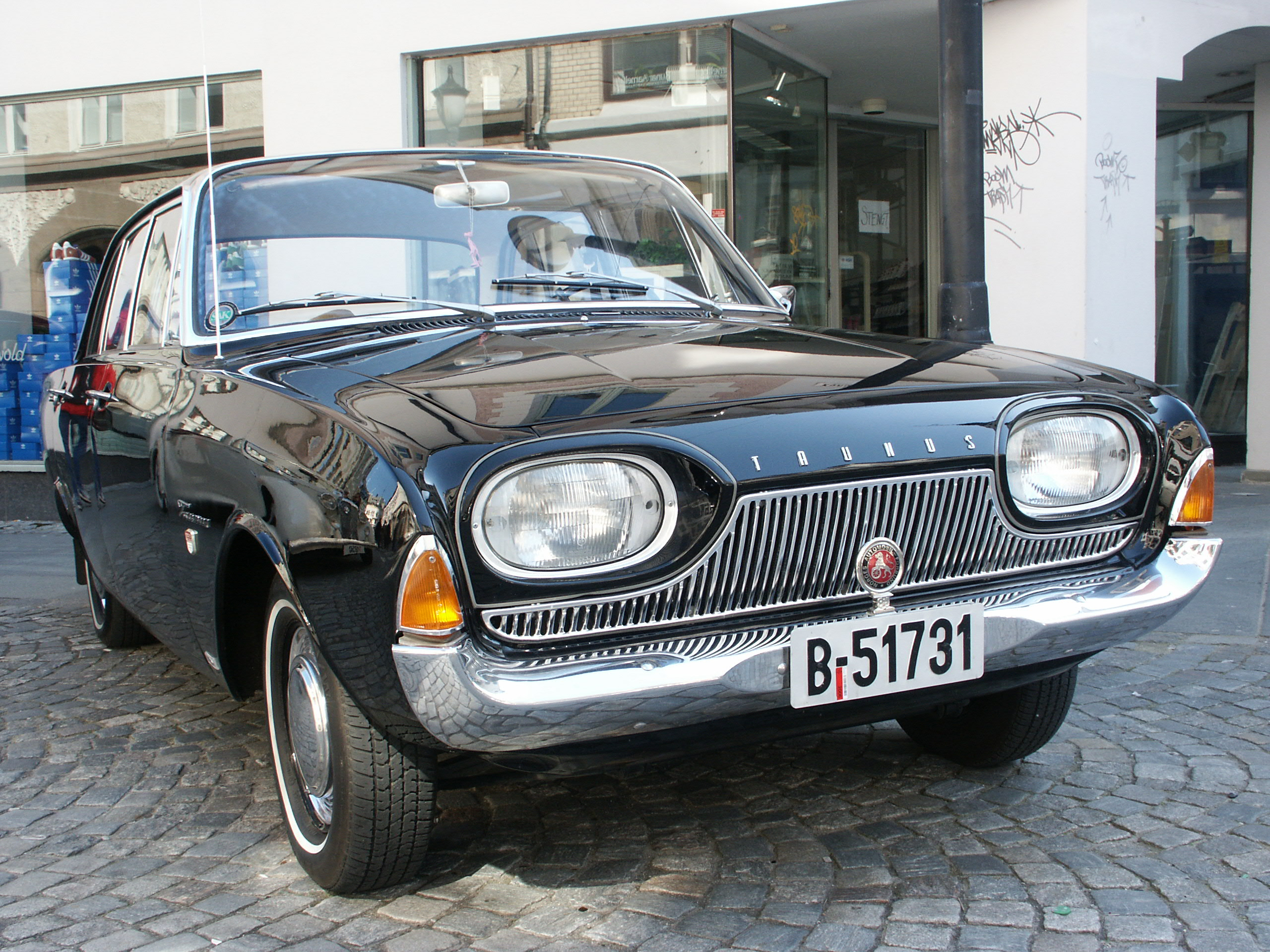
Ford P3 Taunus 17M 1960 "Badkuip"
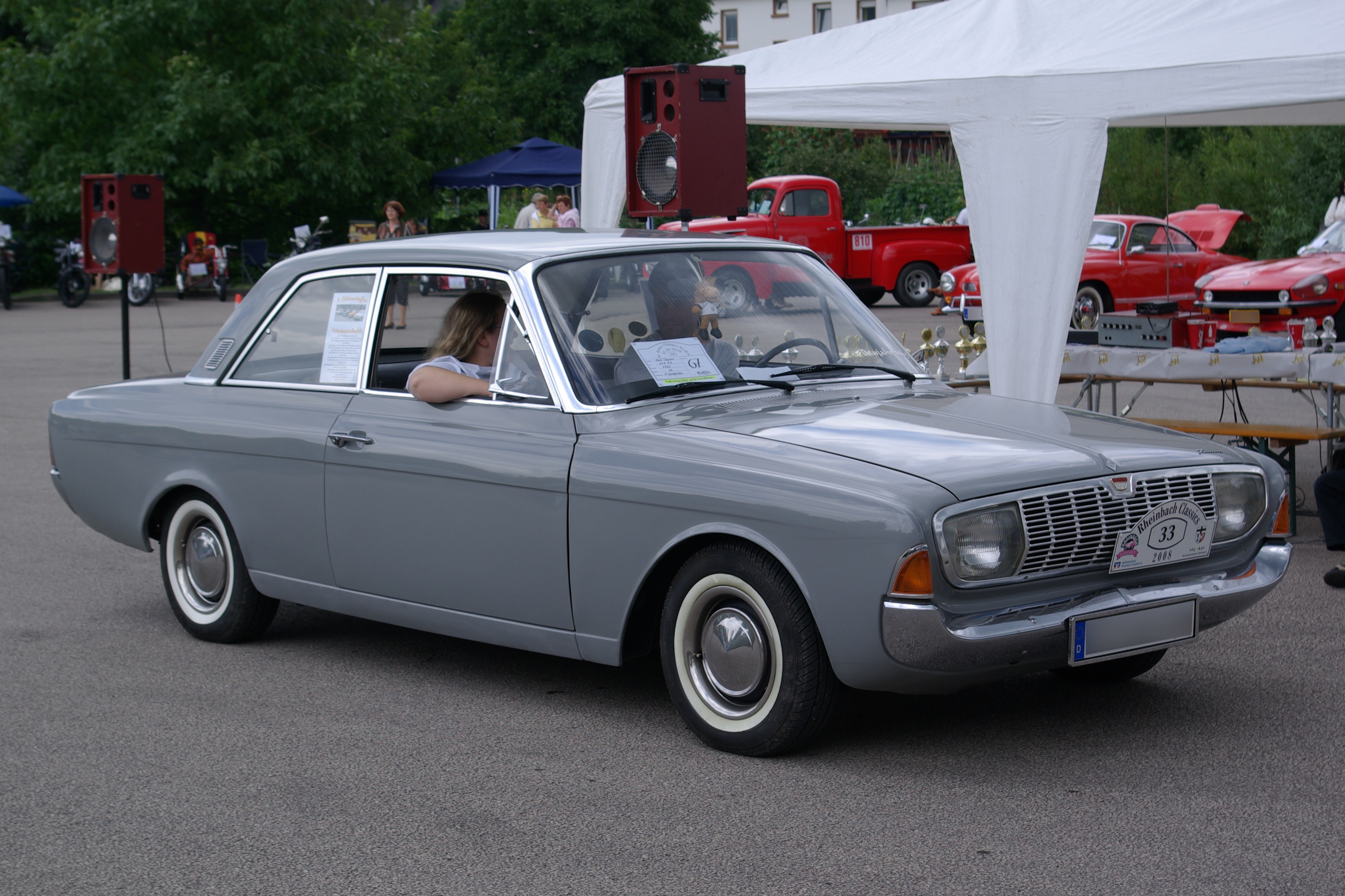
Ford P5 Taunus 17M 1965
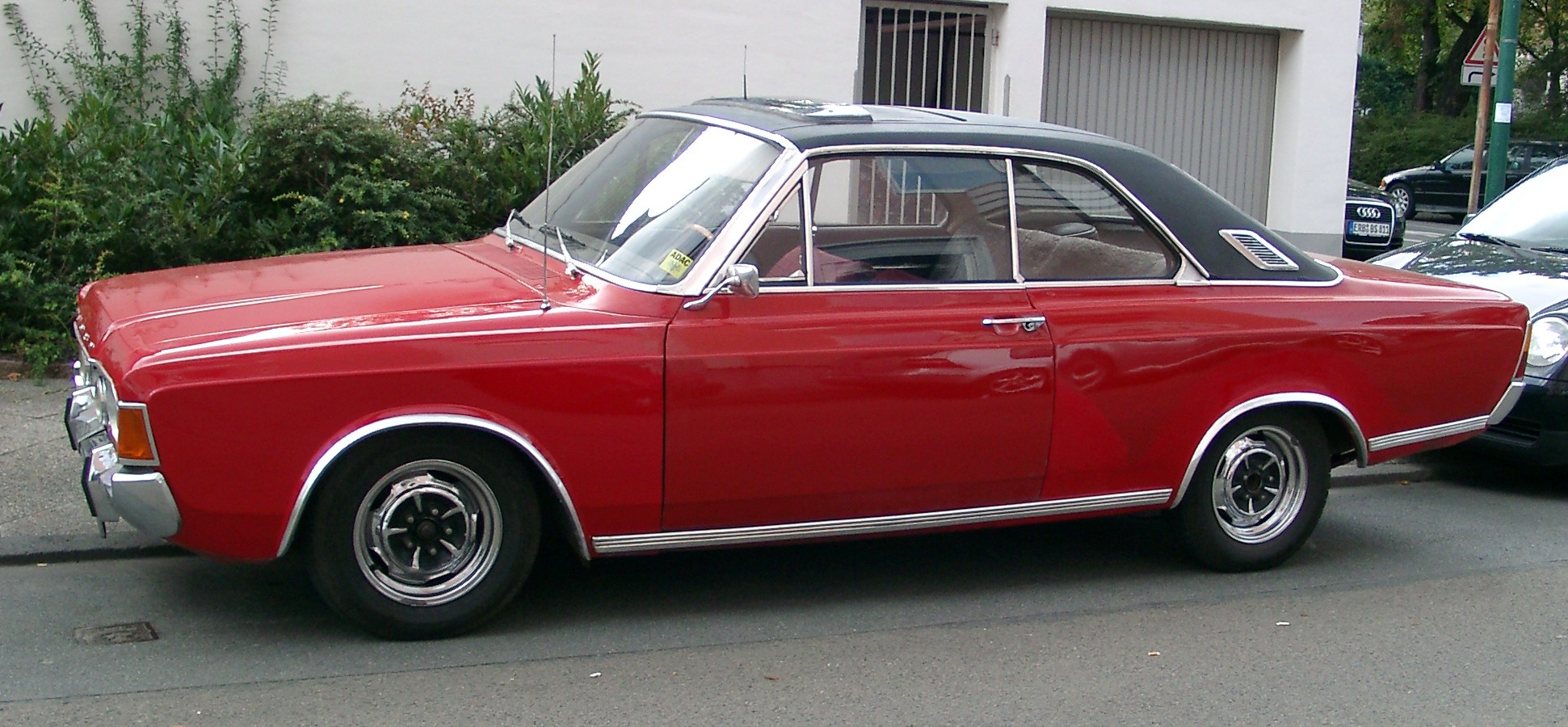
Ford P7 Taunus 20M 1967
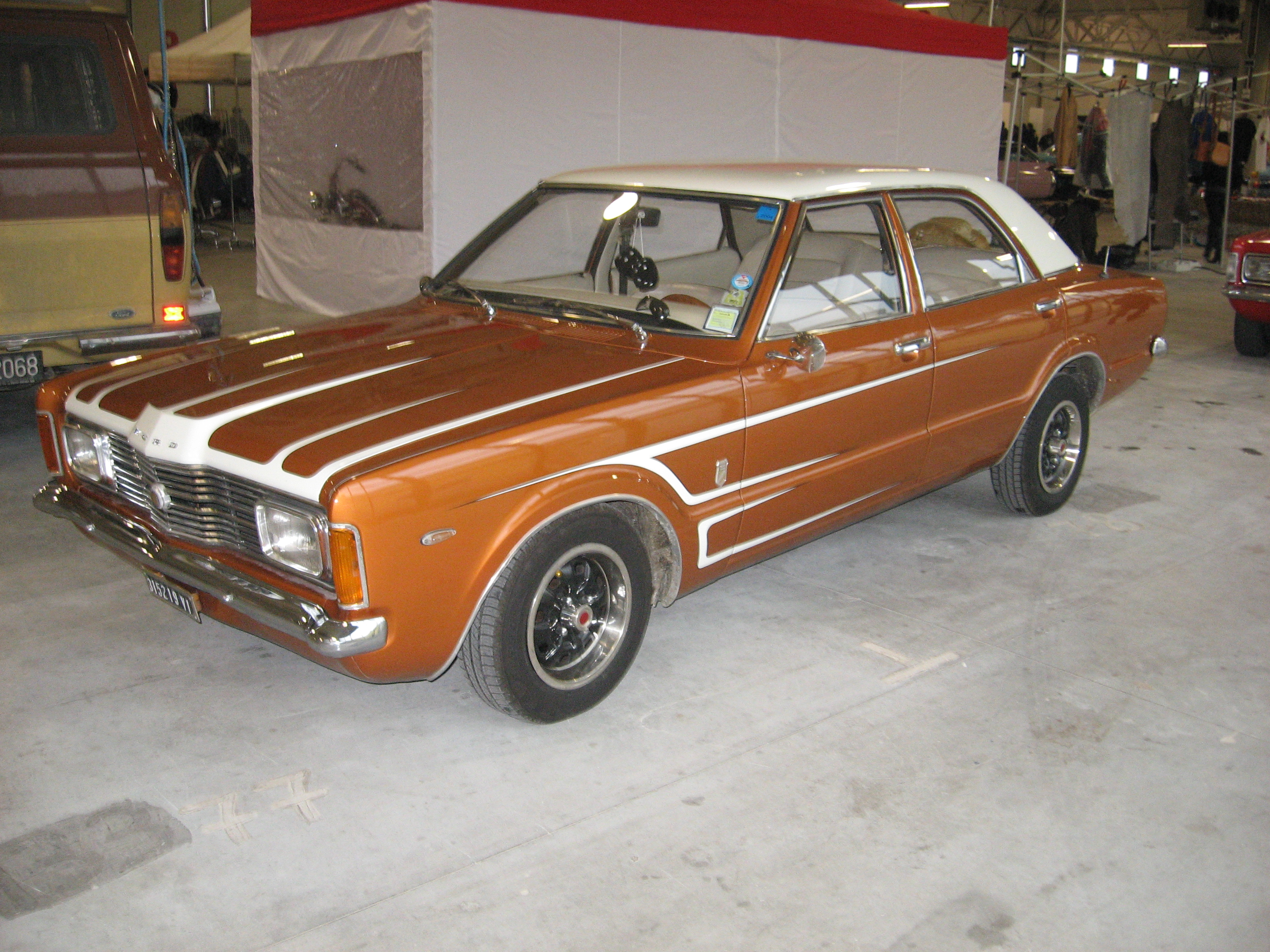
Ford TC1 Taunus XL 1976
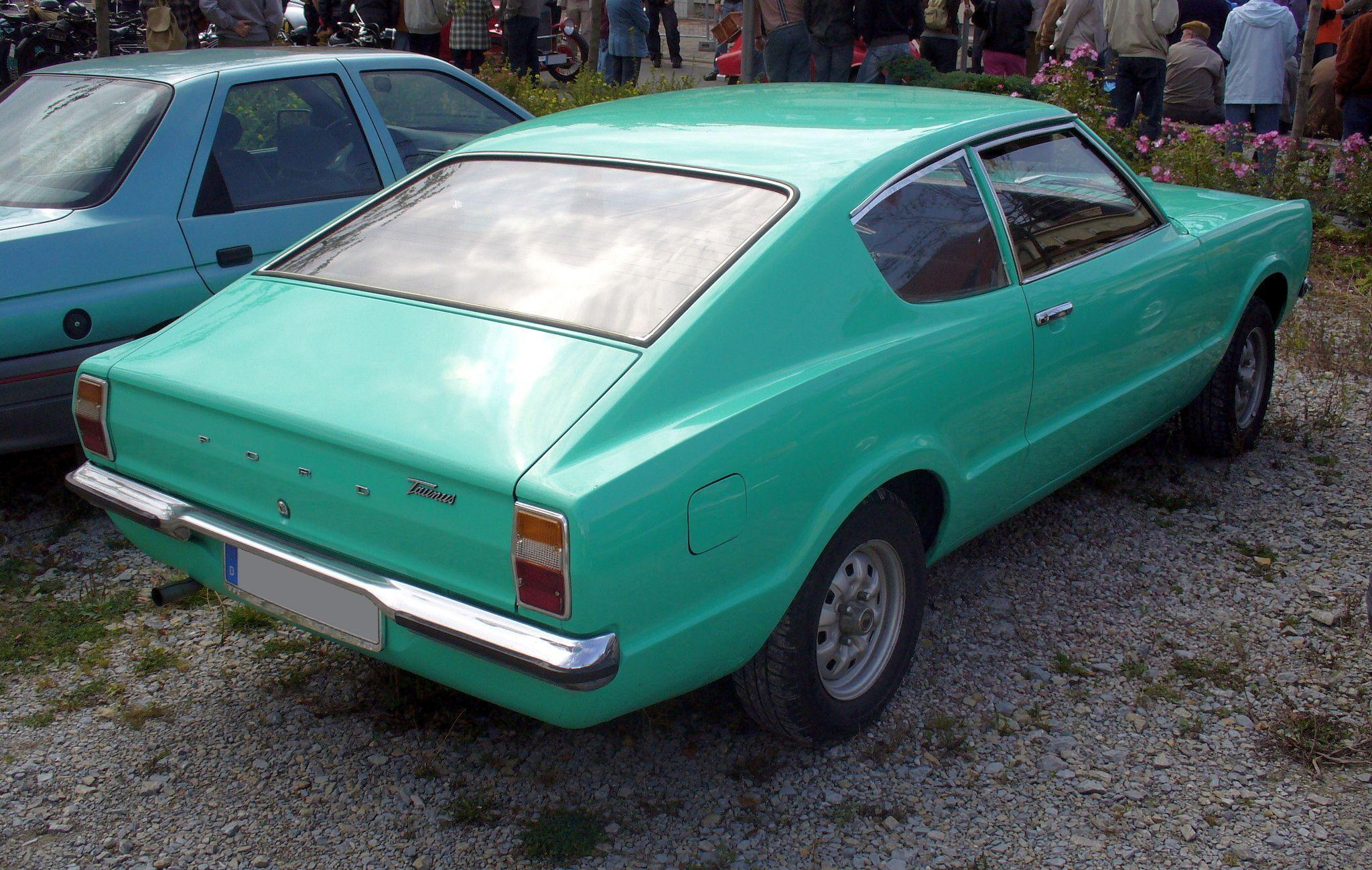
Ford TC1 Taunus Coupe 1976